# Drugavci
Drugavci (en cyrillique : Другавци) est un village de Bosnie-Herzégovine. Il est situé sur le territoire de la ville de Zenica, dans le canton de Zenica-Doboj et dans la fédération de Bosnie-et-Herzégovine. Selon les premiers résultats du recensement bosnien de 2013, il compte 264 habitants.

## Géographie
Le village est situé à la confluence de la Seočka rijeka et de la Babina rijeka (ou Babišnica), un affluent de la droit de la Bosna.

## Démographie

### Évolution historique de la population dans la localité
| 1948 | 1953 | 1961 | 1971 | 1981 | 1991 | 2013 |
| ---- | ---- | ---- | ---- | ---- | ---- | ---- |
| -    | -    | 198  | 277  | 279  | 312  | 264  |

|  |